# 天津梅江会展中心
天津梅江会展中心坐落于中国天津市西青区友谊南路与外环线交口的梅江风景区，是一座大型的现代化会展中心。地处友谊南路以西紧邻天津地铁六号线，2010年1月完成主体钢结构的安装工程，2010年投入运营。

## 场馆概况
天津梅江会展中心分两期兴建。

### 一期

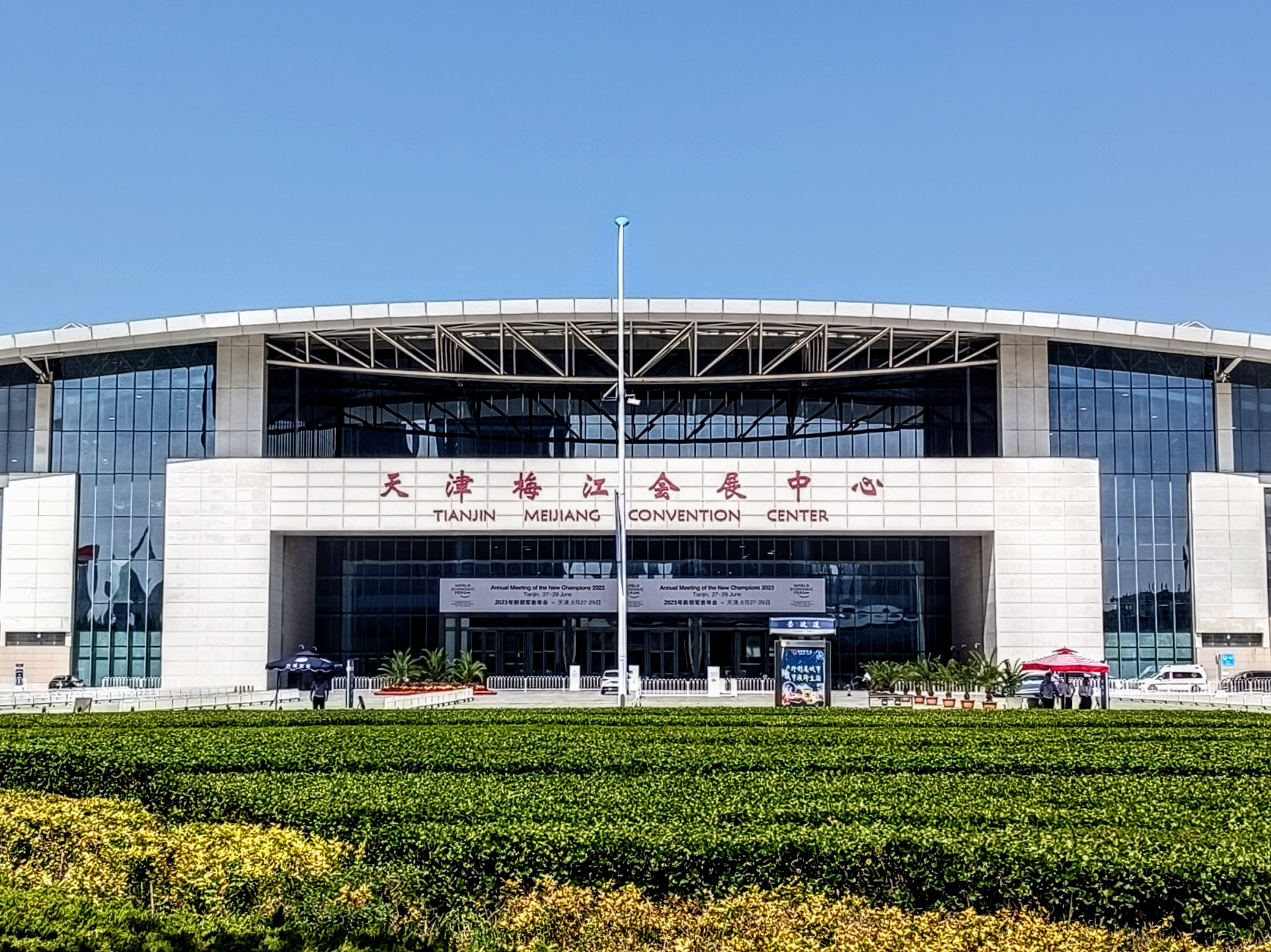
举办2023年达沃斯论坛时的会展中心一期

一期工程占地面积23万平方米，建筑面积9.8万平方米，一期展厅东西向宽260余米，南北向长400余米，抗震设防烈度8度，建筑高度36米。由4个13000平方米的大展厅、2个3100平方米的小展厅、1个8000余平方米登录大厅组成，可容纳2600个国际标准展位同时参展。梅江会展中心的主会厅总面积2000余平方米，会议配备会议室音响、灯光、视频、同声传译、投影、发言等系统装备以及可容纳1800人同时用餐的宴会厅，并配有视频、舞台灯光系统、音响系统等设施。此外，会展中心还设有海关、商检、银行、保险、民航、货运、邮电等服务项目。
梅江会展中心一期屋顶部分采用了通透的天窗设计，波浪形的顶棚镶嵌了钢化玻璃，利用自然光线即可满足各展厅的照明需求。此外，四个大展厅内均设有六个长方体玻璃屋作为空调塔，起到了节能减排的作用。

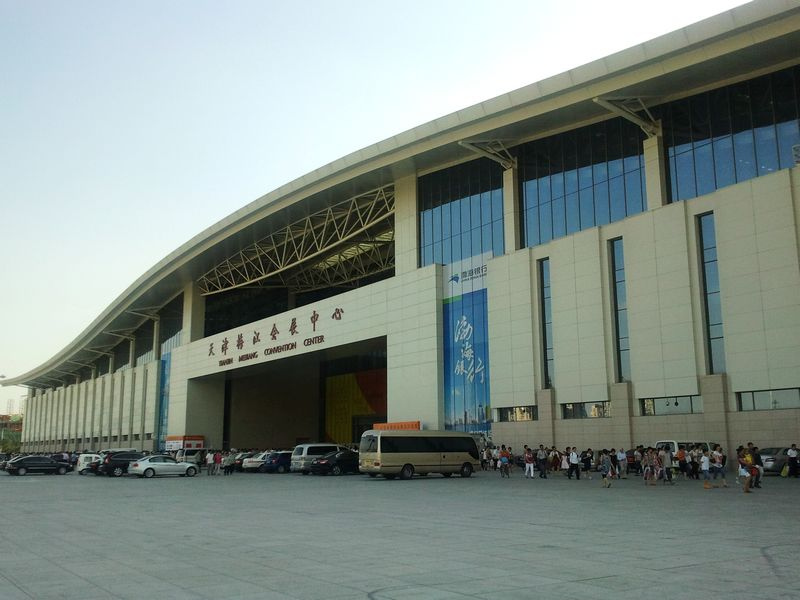
2011年的梅江会展中心

2022年3月，为了应对新冠疫情，缓解天津市海河医院等定点集中收治医院压力，天津市曾将天津梅江会展中心一期改造为“天津梅江方舱医院”。

### 二期

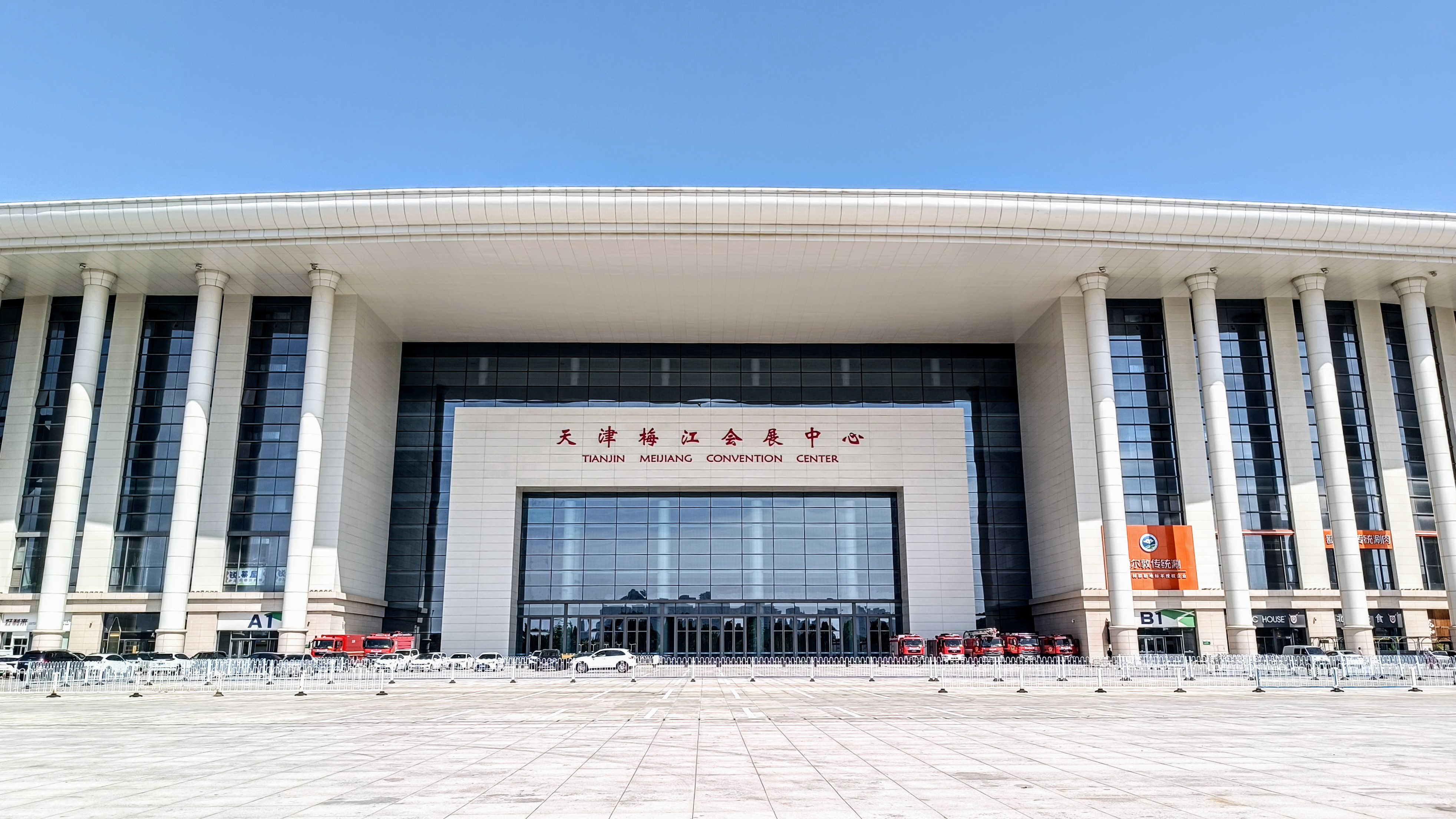
天津梅江会展中心二期

二期工程占地面积20.67公顷，总建筑面积28.06万平方米，由中央及两翼侧组成，中央区（二区）三层；两翼侧（一、三区）双层，拥有4个展厅。
2015年5月，二期工程一、二区调整为商业区域；6月，泰达控股与山姆会员商店签约，山姆入驻梅江会展中心二期一区，于2016年9月28日正式开业。

## 周围设施
天津梅江会展中心西侧为44万平方米的人工湖，湖边设有海棠花坞、云岭丹霞、长堤春晓、竹影泉音、平湖览胜、四面荷风、梨花沐雨、绿屿芳汀八大绿化景观。

## 举办活动
- 历届夏季达沃斯论坛：2010年、2012年、2014年、2016年、2023年、2025年
- 2010年6月28日中国·天津第十七届投资贸易洽谈会[7]
- 历届台湾名品博览会[8]
- 2010年联合国第四次气候变化谈判[9]
- 2021年5月20日至23日，第五届世界智能大会[10][11]。